# York Minster

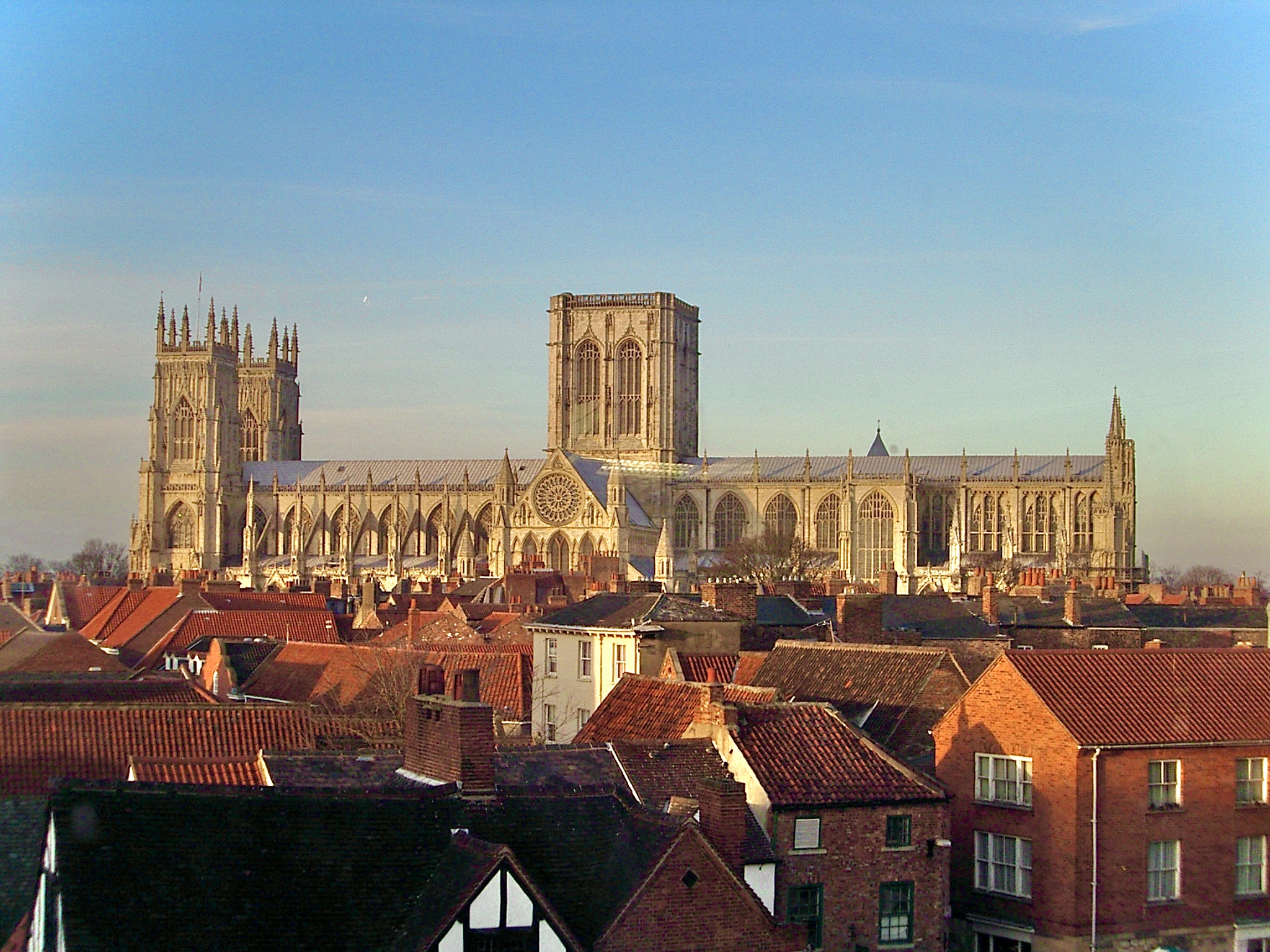
York Minster

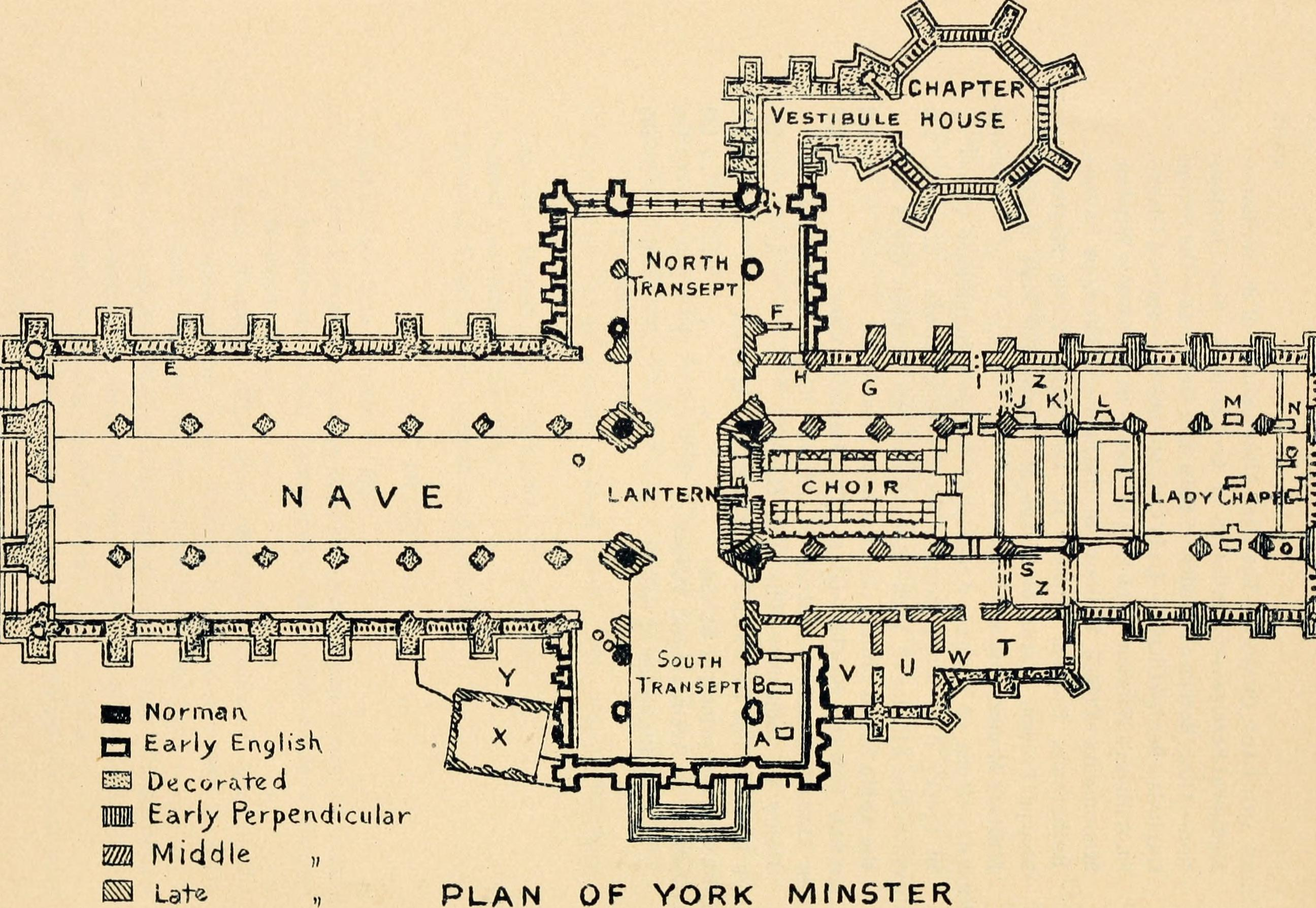
Grundplan von 1895

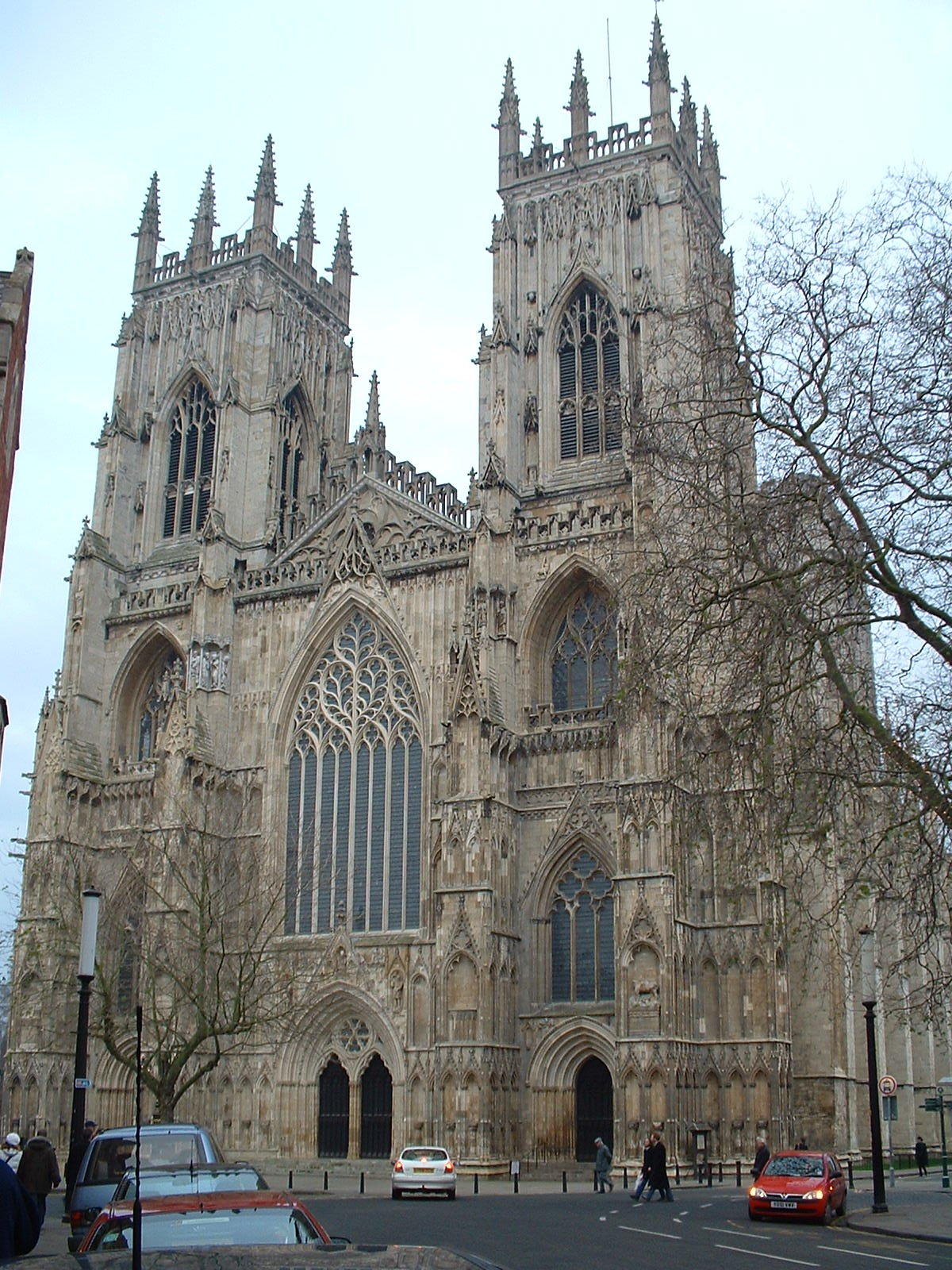
York Minster, Westfassade

York Minster („Münster“), offiziell: Cathedral and Metropolitical Church of Saint Peter in York, ist die größte mittelalterliche Kirche in England und Sitz des Erzbischofs von York. Nach einer Bauzeit von 250 Jahren wurde sie im Jahre 1472 fertiggestellt. Bis heute zieht sie täglich hunderte von Touristen aus der ganzen Welt an und ist neben den kleinen Gässchen, der Universität und einigen Museen die Hauptattraktion der Stadt York. Besonders beeindruckend an dieser im gotischen Stil erbauten Kathedrale ist die Größe. Eine Fensterwand ist beispielsweise so groß wie die Länge eines Tennisfeldes. Ebenfalls eindrucksvoll sind die zwei Türme der Westfassade und der mächtige, quadratische Vierungsturm, der sich über der Mitte der Kathedrale erhebt.
2019 wurde das York Minster von rund 706.000 Personen besucht. 2024 betrug die Besucherzahl etwa 631.000 Personen.

## Baugeschichte

### Vorgeschichte
Zur Römerzeit befand sich an der Stelle des heutigen Minsters das Hauptquartier des römischen Legionskastells Eboracum, dessen Überreste in der Ausstellung unter der Kirche zu sehen sind.
Die heutige Kirche besaß mindestens drei Vorgängerbauten. Für die erste, von Beda Venerabilis erwähnte Kirche, in der 627 König Edwin von Paulinus getauft wurde, existieren keine archäologischen Nachweise. Sie war vermutlich aus Holz. Ein etwa zehn Jahre später fertiggestellter Steinbau wurde Ende des 7. Jahrhunderts durch Bischof Wilfrid erweitert. Er brannte 741 ab und wurde durch einen stattlichen Neubau ersetzt. Diese Kirche wurde 1069 bei der Niederschlagung des Aufstands der Angelsachsen gegen den Normannen Wilhelm den Eroberer stark beschädigt und bei einem Wikingereinfall 1075 endgültig zerstört.
1080 begann der erste normannische Erzbischof Thomas von Bayeux mit dem Bau einer normannischen Kirche nach dem Vorbild der Kathedrale von Bayeux. Diese überstand den Stadtbrand 1137 beschädigt und wurde in den folgenden Jahrzehnten durch Anbauten vergrößert. Walter de Gray, der 1216 Erzbischof von York wurde, begann mit dem Bau der heutigen gotischen Kirche. Dabei wurde die romanische Kirche abschnittsweise durch den Neubau ersetzt. Säulenstümpfe des Vorgängerbaus sind in der Ausstellung unter der Kirche zugänglich. Dort befindet sich auch das Grab des Heiligen Paulinus.

### Heutiger Bau

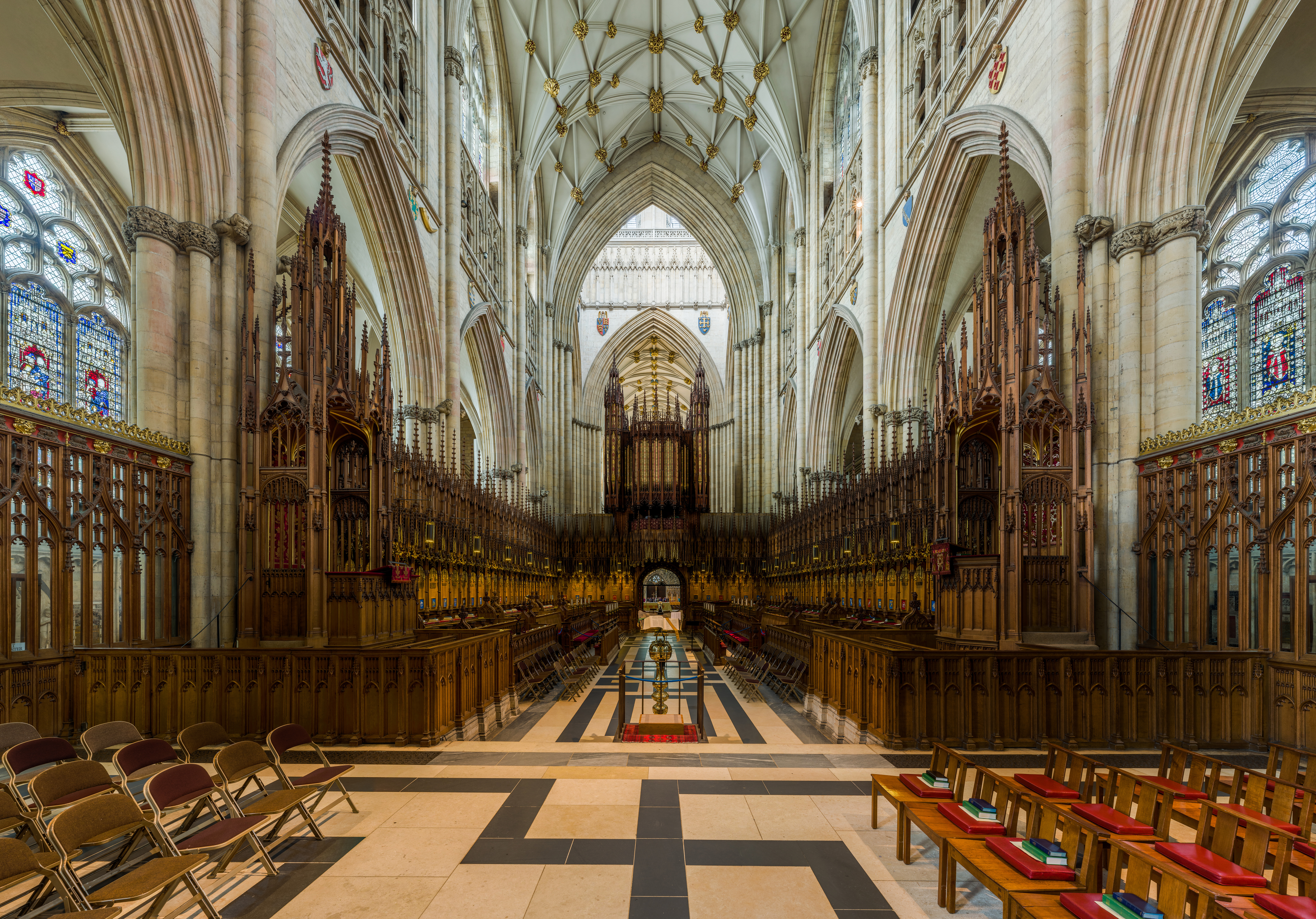
Chor in Blickrichtung Langhaus

Der gotische Neubau begann mit dem südlichen Querhaus 1230–41, gefolgt vom nördlichen Querhaus 1241–60 mit der Fenstergruppe der „fünf Schwestern“. Das Langhaus wurde von 1291 bis 1324 errichtet, sein großes Westfenster 1338 eingesetzt. Das Chapter House wurde 1342 vollendet, es folgte 1361–1370 der östliche Chor (Retrochoir) und 1380–1400 der westliche Teil des Chors. Der Nordturm der Westfassade entstand 1470–74, der Südturm 1433–77. 1472 wurde die Kirche geweiht.

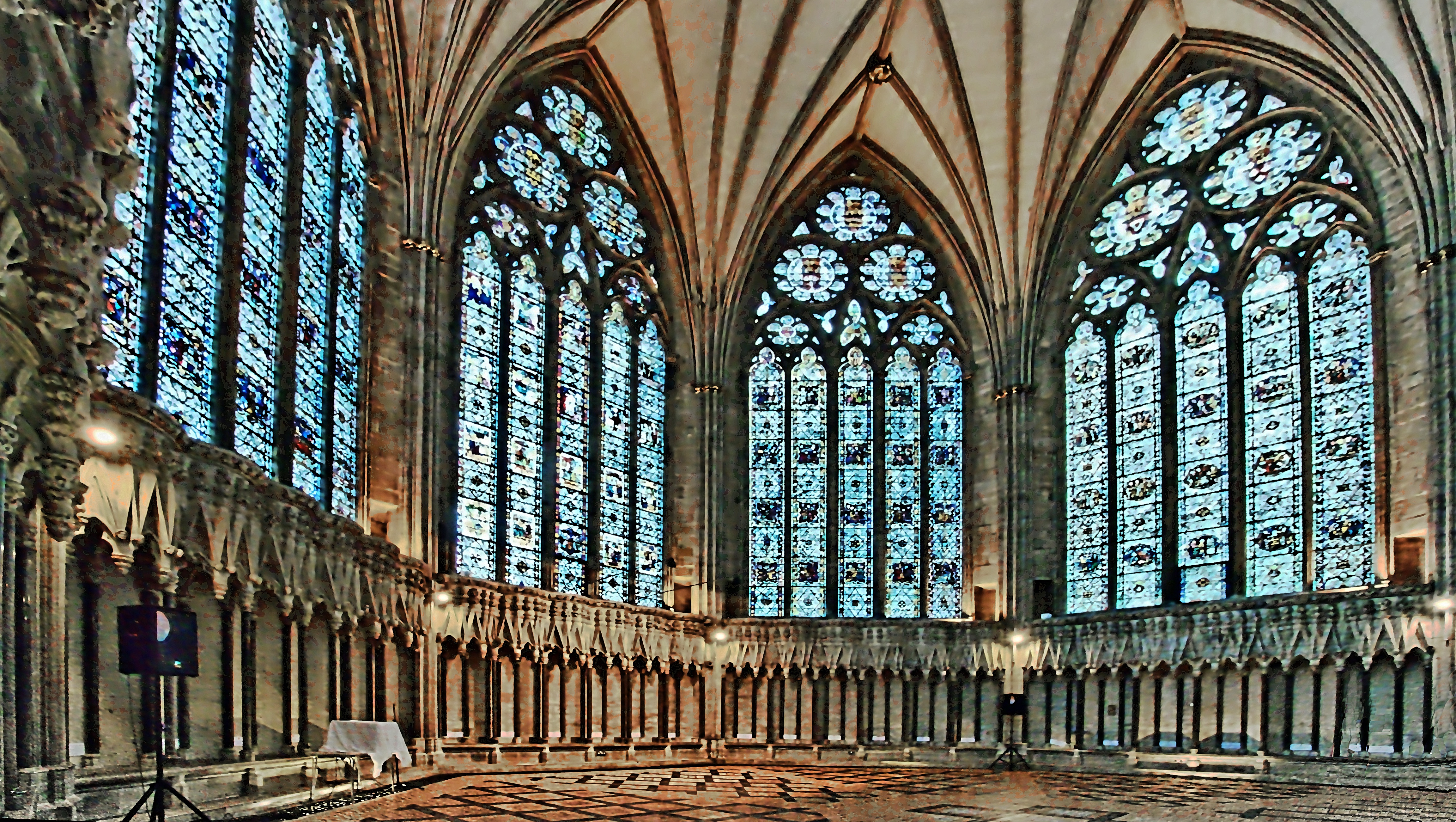
Kapitelsaal

Wegen der langen Bauzeit stammen die verschiedenen Bereiche der Kirche aus unterschiedlichen Epochen der Gotik. Im 13. Jh. entstanden die Querschiffe im Early English Style, im 14. Jh. Hauptschiff und Kapitelhaus im Decorated Style und im 14./15. Jh. der Chor und die Türme im Perpendicular Style.

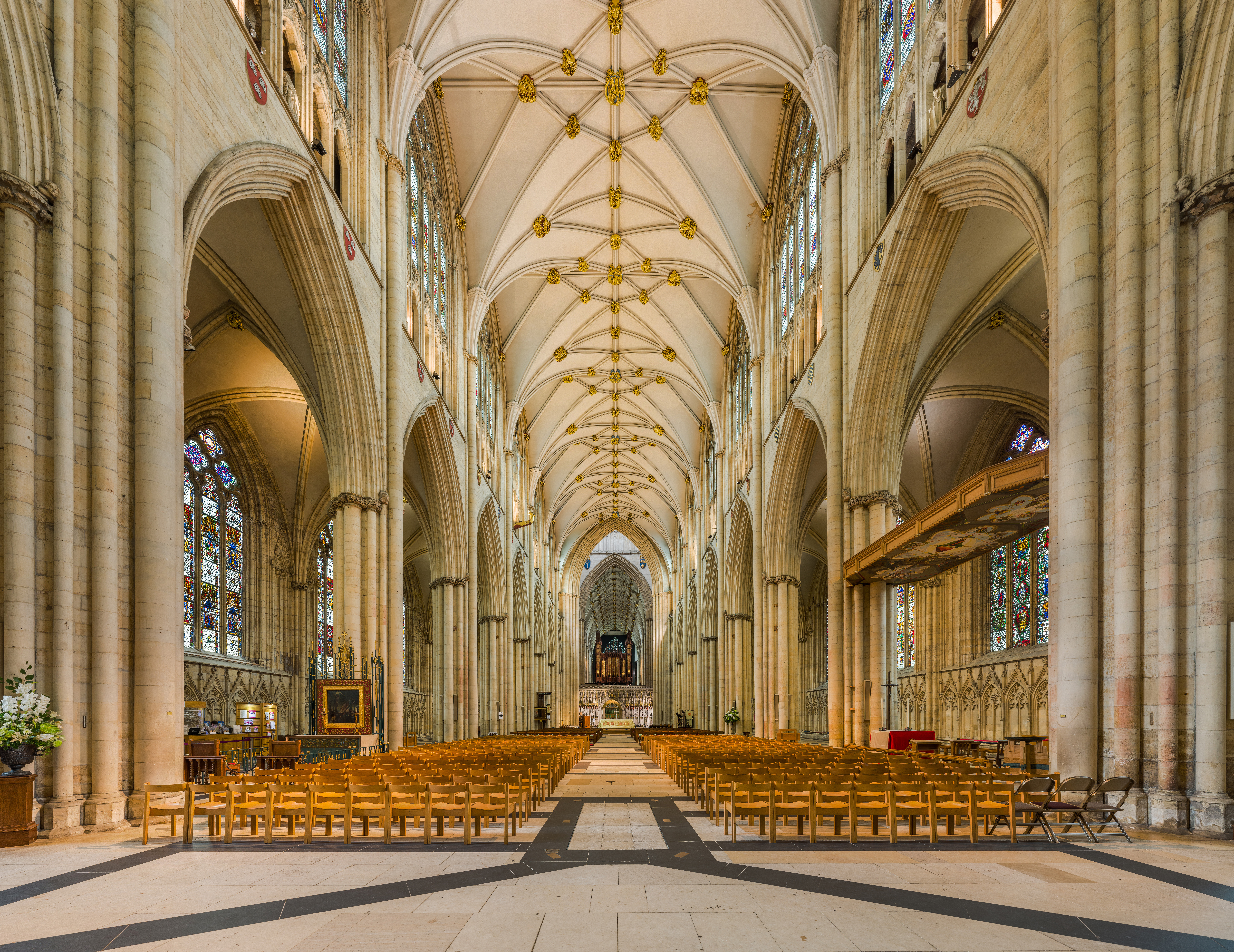
Langhaus in Blickrichtung zum Chor

Haupt- und Querschiffe sowie der Chor sind dreischiffig. Die Kirche ist insgesamt 175 m lang, das Hauptschiff ist 35 m breit und 32 m hoch. Der Vierungsturm und die Westtürme erreichen eine Höhe von 65 m.
Das Langhaus wurde von 1291 bis 1324 errichtet. Die Pfeiler haben vorgelegte Dienste verschiedener Stärke, wobei zum ersten Mal der von zwei schlanken Nebendiensten begleitete kräftige Gewölbedienst ohne Unterbrechung vom Boden aufsteigt und das fünfteilige Triforium in die Fenstergliederung miteinbezogen ist. Charakteristisch ist die lichte Klarheit des Raumes, die Betonung der Vertikalen, die gitterartige Auflockerung der Raumgrenzen. Für den Entwurf des Langhauses konnte bis in Einzelheiten der Gestaltung eine entscheidende Beeinflussung durch den Kölner Dom festgestellt werden. Während die Seitenschiffe kreuzrippengewölbt sind, wurde über dem Mittelschiff ein Gewölbe aus Holz eingezogen, das 1890 erneuert wurde.

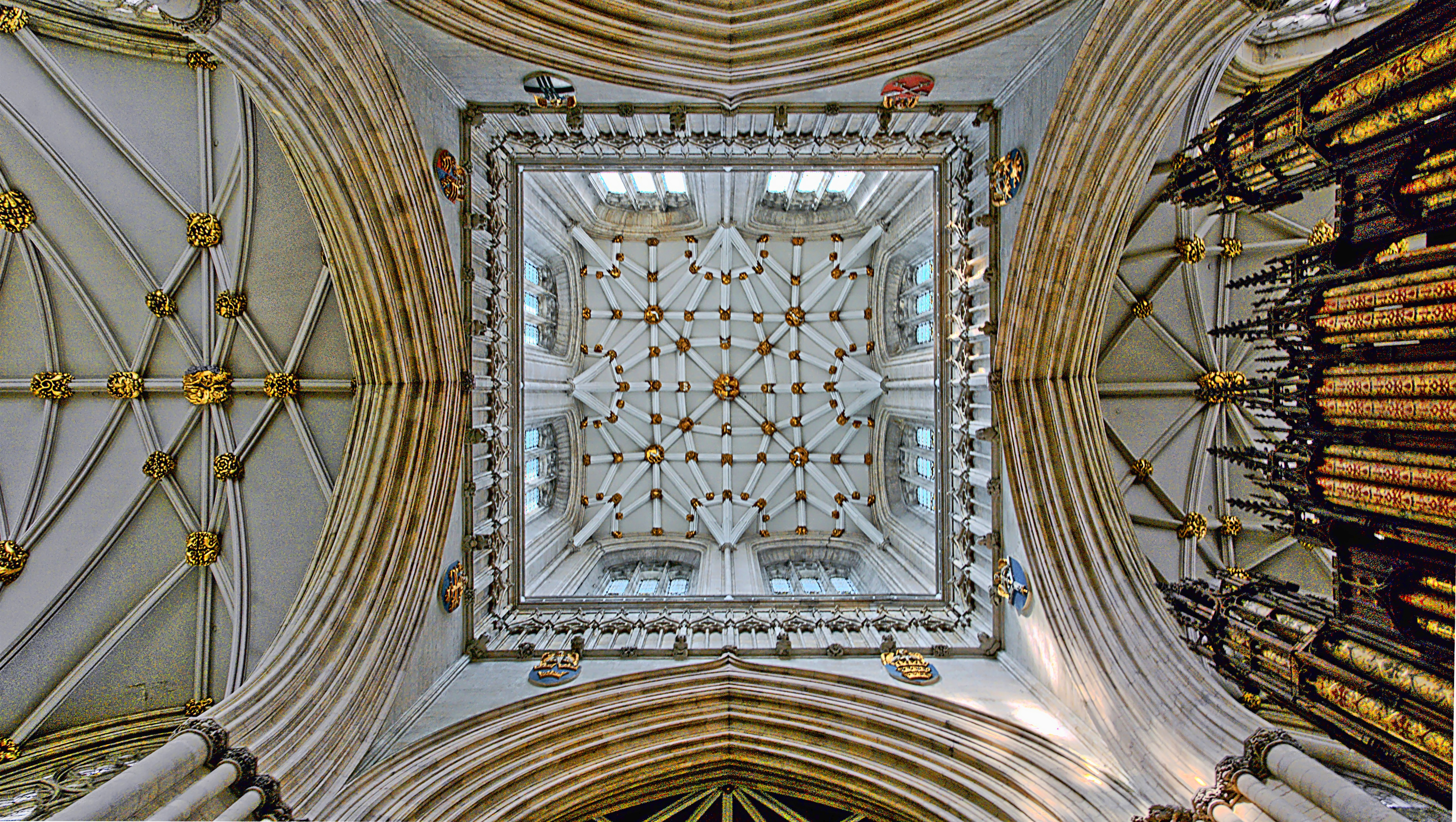
Spätgotisches Netzrippengewölbe über der Vierung

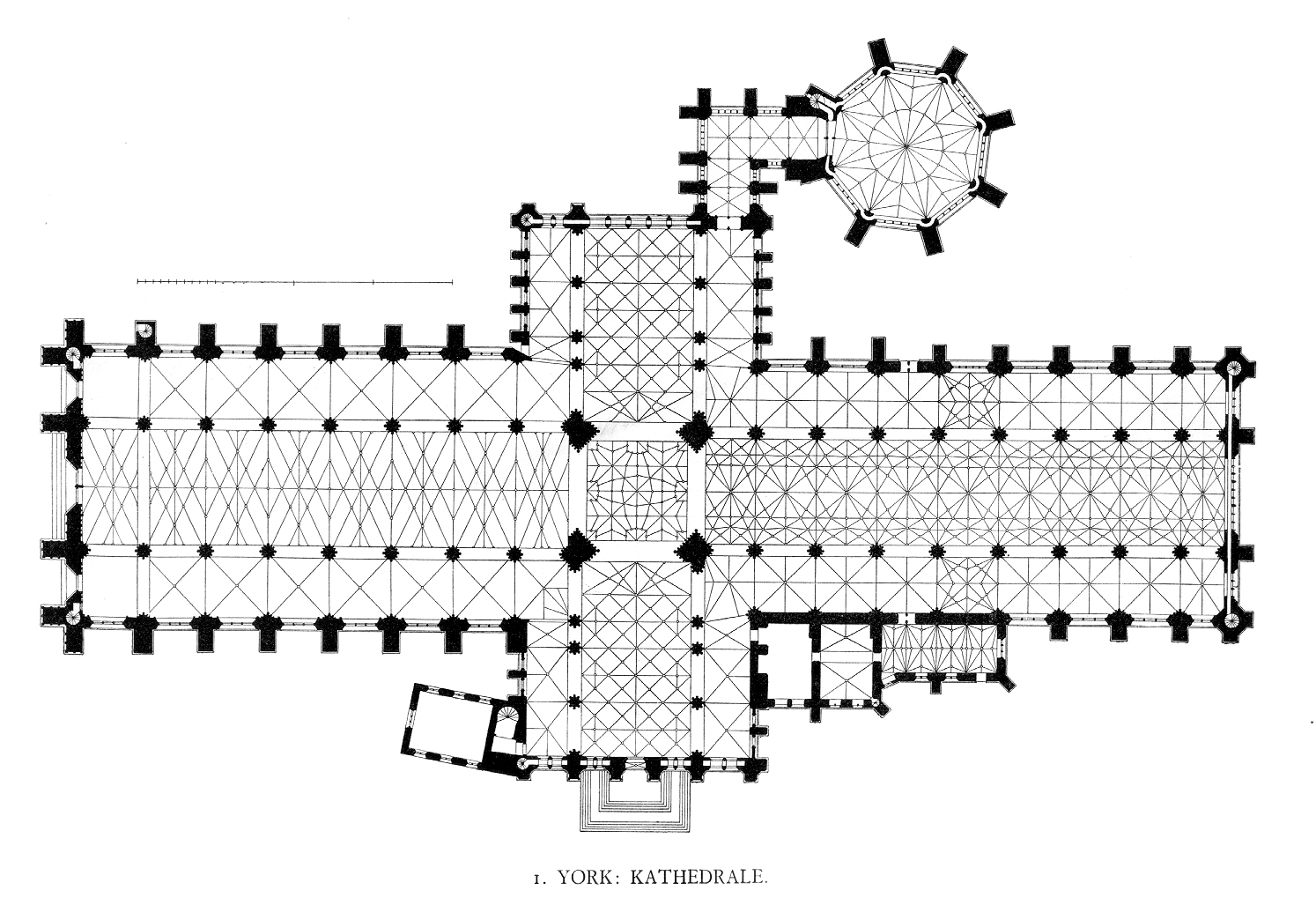
Grundriss des York Minsters, gezeichnet von Georg Dehio

Die Innengestaltung des Vierungsturms erfolgte 1400–23. Die Höhe des Mittelschiffs beträgt 30 Meter, seine Breite 15 Meter.
Zum Chor hin wird das Langhaus durch den Lettner abgeschlossen. Die Steinmetzarbeit von ~1420 erhält die lebensgroßen Figuren von 15 englischen Königen. Als letzte, fünfzehnte Figur wurde Henry VI. nachträglich eingefügt, nachdem sein Vater während der Bauzeit 1422 plötzlich verstorben war. Der Lettner ist daher unsymmetrisch. Die Figur von Henry VI. wurde nach dessen Ermordung entfernt und mehrmals durch andere Könige ersetzt. Erst 1810 wurde die heutige Figur geschaffen, die wieder Henry VI. darstellt. Ursprünglich war der Lettner farbig gestaltet, wie heute nur noch das Gewölbe des Durchgangs zum Chor.
Das meiste andere Inventar der vorreformatorischen Zeit fiel den Wirren der Reformationszeit zum Opfer.

### Brände und Renovierungen
Gleich viermal wurden Teile des Minsters durch Brände schwer beschädigt: 1753 brach ein Feuer im südlichen Querschiff aus. 1829 legte ein religiöser Fanatiker im Raum des Chores ein Feuer, das das mittelalterliche Chorgestühl und das Chorgewölbe zerstörte. Am 20. Mai 1840 vergaß ein Handwerker eine Kerze. Daraufhin brannte das Dach des Kirchenschiffs und das hölzerne Gewölbe ab. Das Gewölbe wurde originalgetreu wiederhergestellt. 1984 schlug der Blitz im südlichen Seitenschiff ein. Dabei wurde das Rosenfenster schwer beschädigt. Bei der Wiederherstellung des eingestürzten hölzernen Gewölbes veranstaltete das Kinderprogramm des BBC einen Wettbewerb um die Gestaltung neuer Schlusssteine. 1988 wurde das neue Gewölbe fertiggestellt.
1967 stellte sich heraus, dass der Mittelturm einsturzgefährdet war. Bei der Erneuerung der Fundamente stellte sich heraus, dass die Vierung und das südliche Querschiff quer auf den Überresten des römischen Hauptquartiers errichtet worden war. Ebenfalls wurden Überreste der normannischen Kirche gefunden.
1989/90 war das Steinwerk des Westfensters, des sogenannten Heart of Yorkshire, durch die Luftverschmutzung so erodiert, dass es komplett ersetzt werden musste. 1998 gestaltete der Künstler Rory Young die Steinmetzarbeiten am Bogen des Hauptportals mit einer Darstellung aus der Genesis neu.

## Fenster

### Überblick

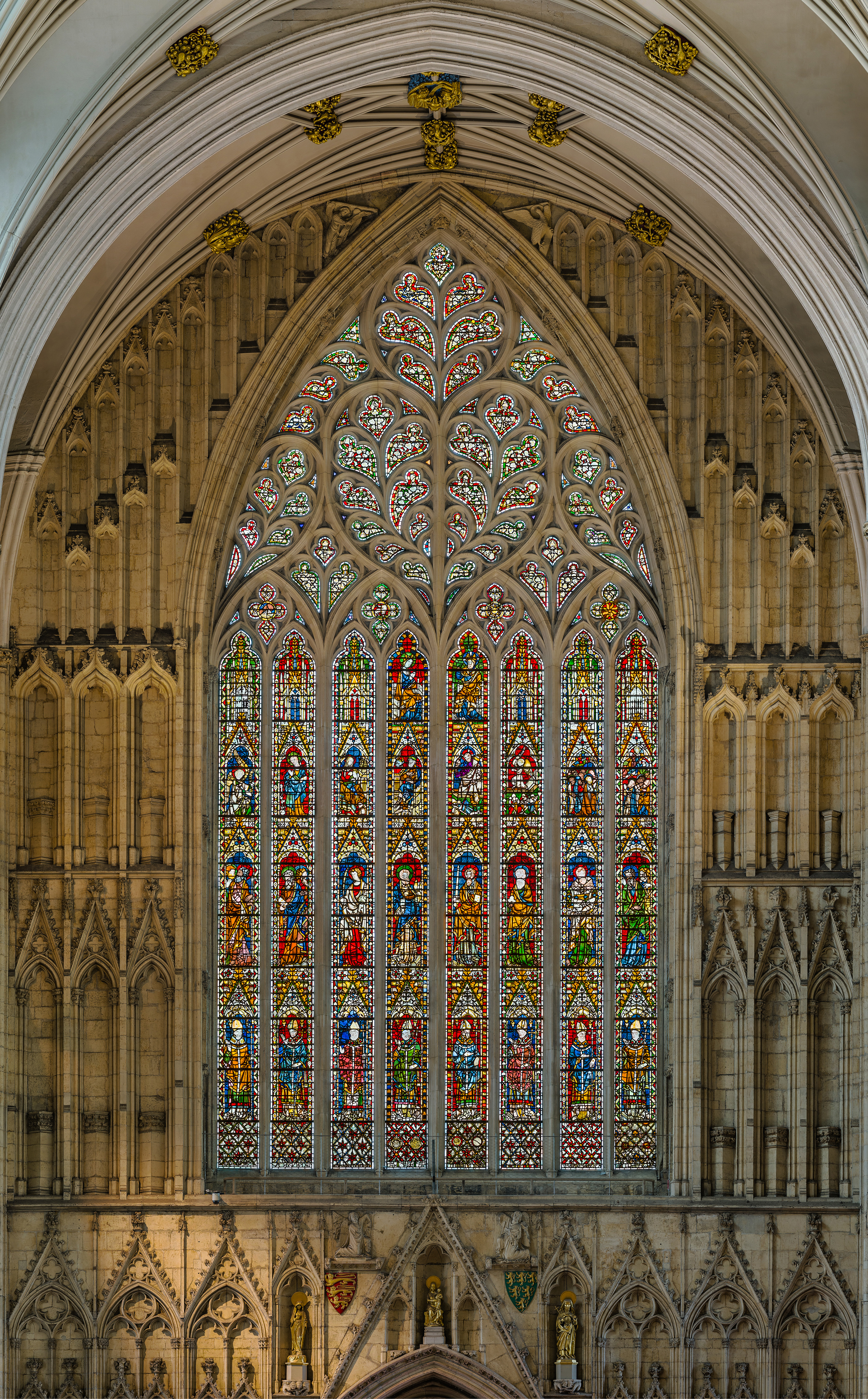
Westfenster Heart of Yorkshire

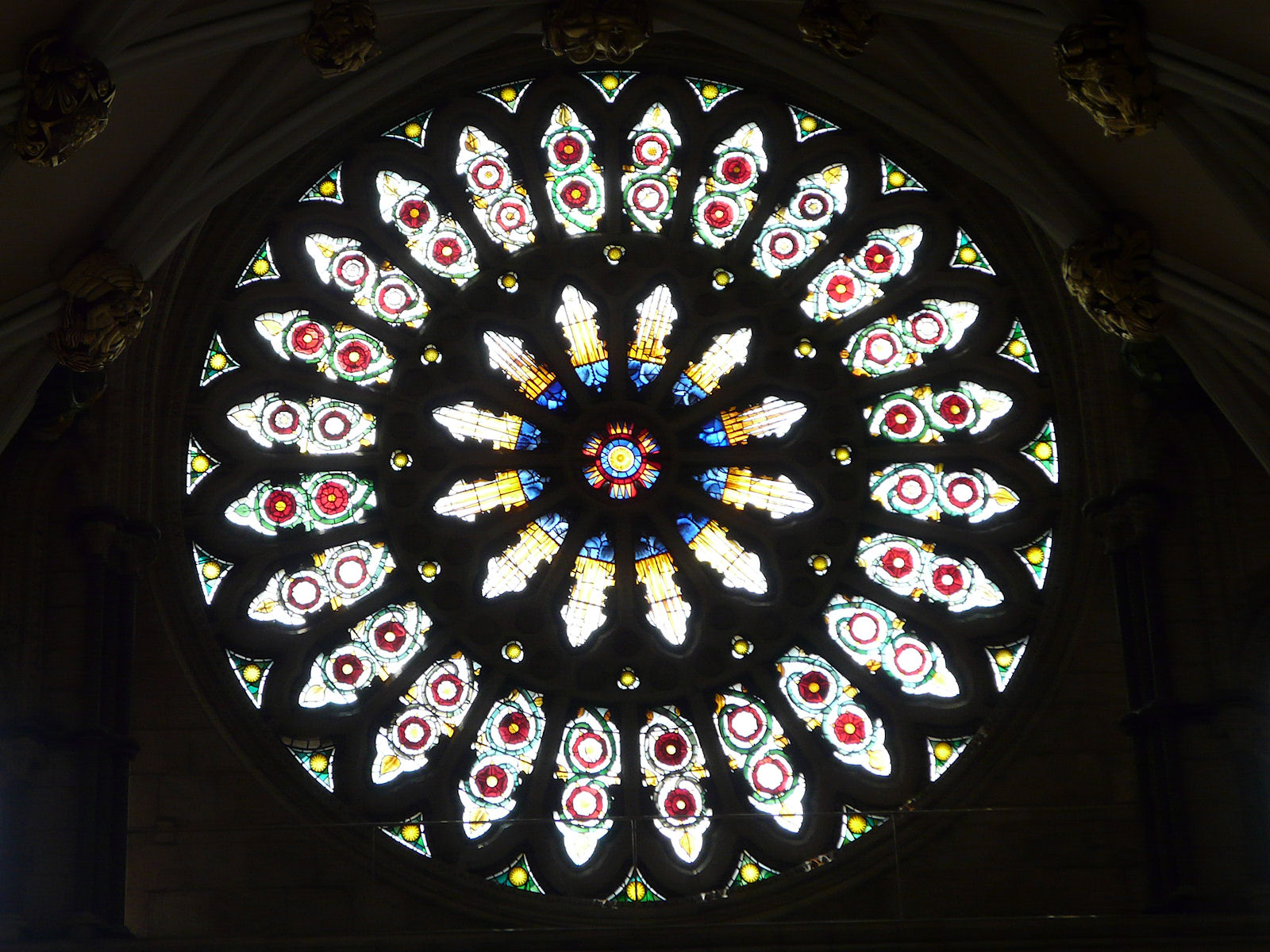
Rosenfenster

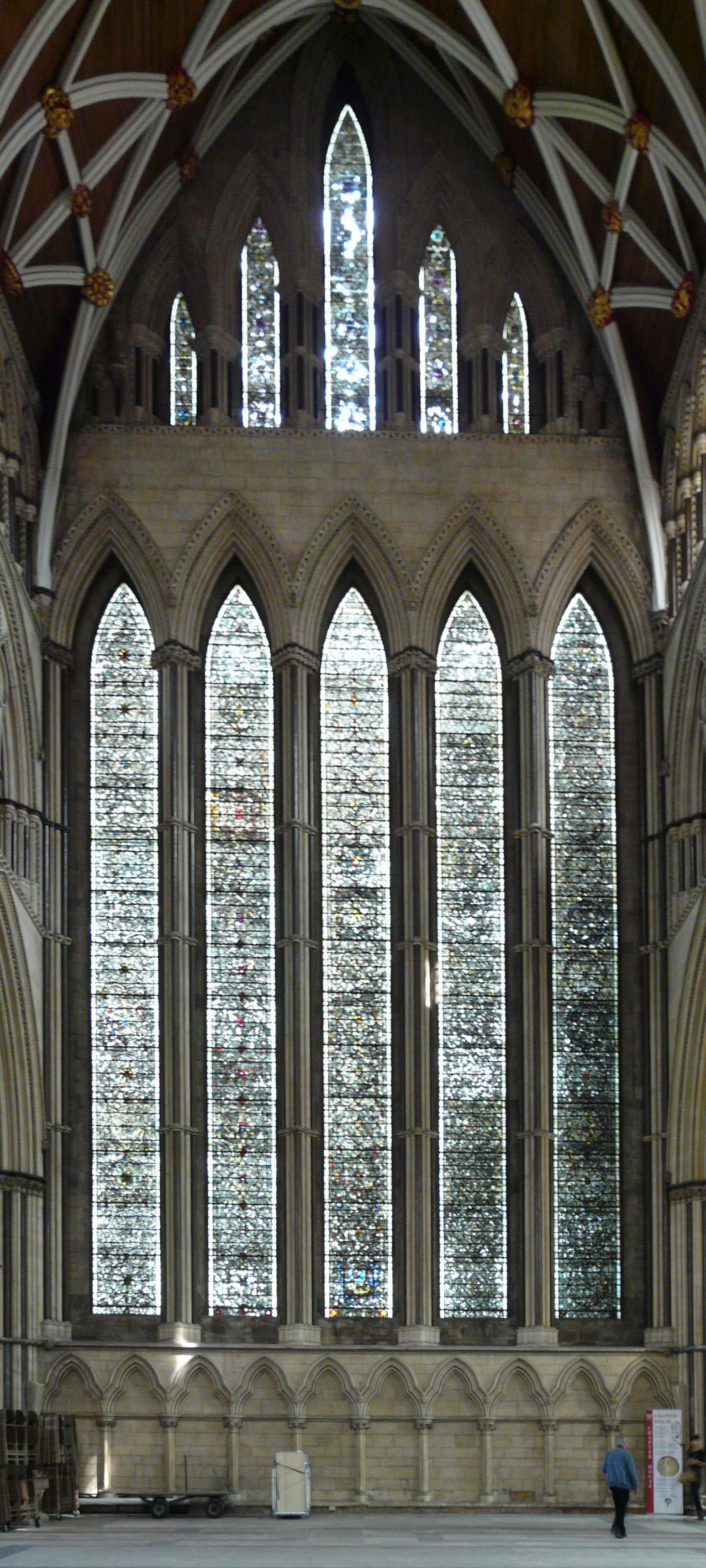
Five Sisters

Das York Minster ist berühmt für seine Fenster; sie sind die größte Sammlung mittelalterlicher Fenster in England.
- Das Westfenster (1338) wird wegen des herzförmigen Maßwerks im oberen Teil auch Heart of Yorkshire genannt.
- Jesse-Fenster (ca. 1310)
- Glockengießer-Fenster (14. Jahrhundert)
- Das Five Sisters-Fenster (ca. 1260) schließt das nördliche Querschiff ab.
- St.-William-Fenster (1422)
- St.-Cuthbert-Fenster (ca. 1435)
- Das Rosenfenster (ca. 1500) ist der Abschluss des südlichen Querschiffs. Es erinnert an die Beendigung der Rosenkriege.

### DieFünf Schwestern
Das Five Sisters Window („Fünf-Schwestern-Fenster“) besteht aus fünf Lanzettfenstern, die jeweils fast 17 Meter hoch und anderthalb Meter breit sind. Damit sind sie die größten Kirchenfenster Englands. Das mittlere Fenster zeigt im untersten Feld Daniel in der Löwengrube. Dieses Stück ist einer der wenigen Überbleibsel aus der normannischem Kirche. Das an Handarbeiten erinnernde Ornament hat Charles Dickens in seinem Roman Nicholas Nickleby zu einer Geschichte von fünf Schwestern verarbeitet, deren Stickereien Vorlage der Fenster wurden.

## Orgel

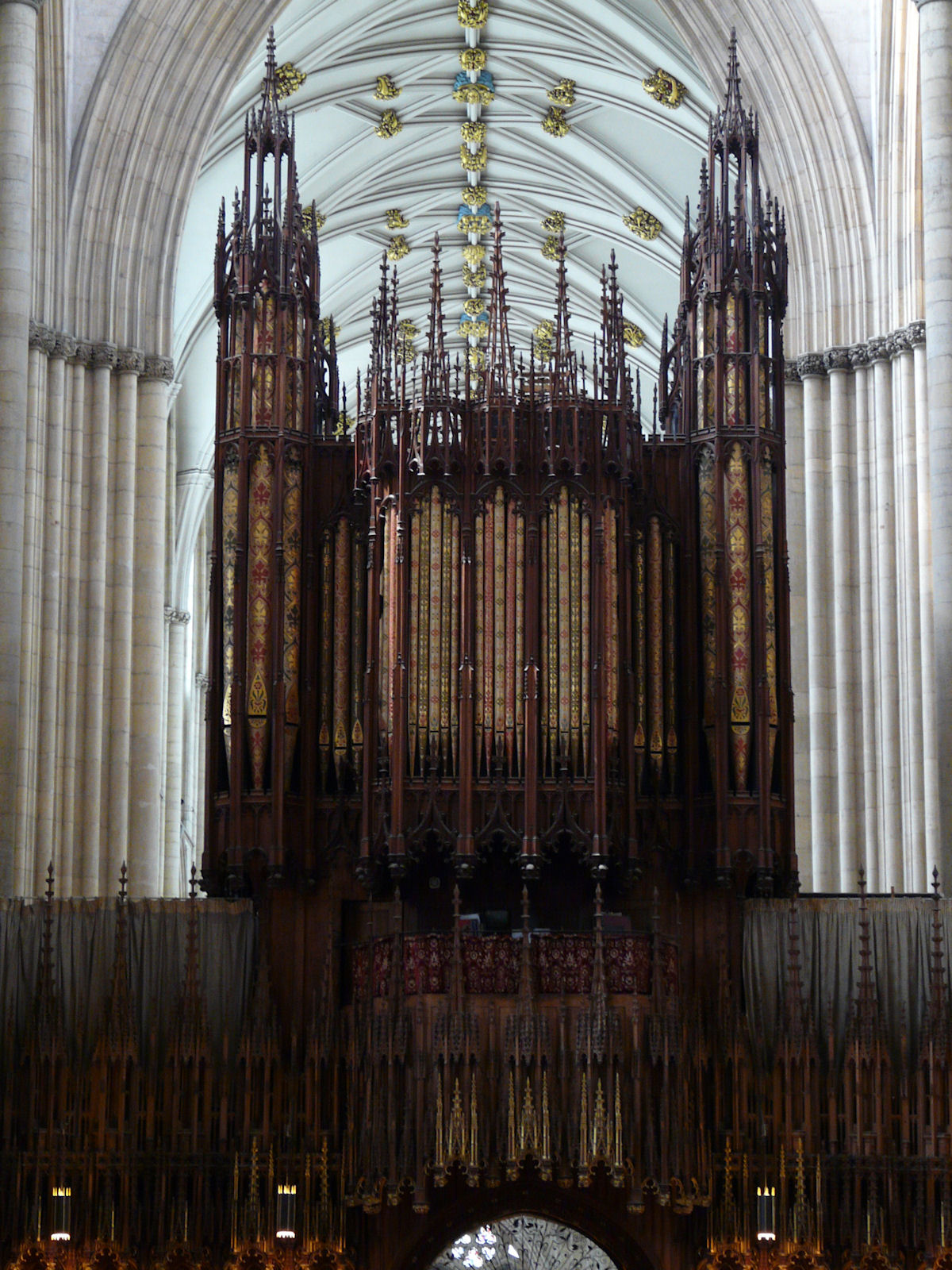
Münster-Orgel

Eine erste Orgel gab es vermutlich bereits im 12. Jahrhundert.
Die heutige Orgel befindet sich in dem historischen Orgelgehäuse einer Orgel des Orgelbauers Elliott & Hill aus dem Jahre 1832.
Das Orgelwerk selbst geht zurück auf ein Instrument, welches im Jahre 1863 von den Orgelbauern Hill & Sons mit 69 Registern (85 Pfeifenreihen) auf vier Manualen und Pedal erbaut wurde, unter Wiederverwendung von vorhandenem Pfeifenmaterial. 1901 wurde das Instrument von der Orgelbaufirma J. W. Walker & Sons (technisch) reorganisiert und erhielt eine neue Windanlage; in diesem Zuge wurde auch das Orgelgehäuse überarbeitet, indem das Schwellwerk niedriger gesetzt wurde; außerdem wurde der Spieltisch von der Ost- an die Südseite umgestellt, damit der Organist sowohl Gottesdienste im Chor als auch im Hauptschiff besser begleiten konnte; die Disposition wurde um ein Register erweitert.
In der ersten Hälfte des 20. Jahrhunderts wurde das Instrument mehrfach überarbeitet und auch erweitert, u. a. durch die Orgelbauer Harrison & Harrison; Ziel war dabei insbesondere, der Orgel mehr Klangvolumen im Raum zu geben, insbesondere durch ein neues Hochdruckregister Tuba Mirabilis, neue Register im Hauptwerk (Great), Ausbau der Mixtur, und Erhöhung der Winddrücke einiger weiterer Zungenregister. 1931 wurde ein neuer Spieltisch gebaut, und die Trakturen elektro-pneumatisch angelegt. In den Jahren 1960 bis 1961 wurde die Orgel durch die Orgelbauer J.W. Walker & Sons (London) ein weiteres Mal reorganisiert und auf 78 Register erweitert.
Zuletzt wurde das Instrument in den Jahren 1992–1993 von dem Orgelbauer G. Coffin restauriert und die Disposition erneut überarbeitet. Das Instrument hat heute 84 Register (106 Pfeifenreihen) auf vier Manualwerken und Pedal. Die Trakturen sind elektrisch.
Die Orgelpfeifen sind auf der Schauseite bemalt.
| I Great Organ C–a3 |                      |       |
| 1.                 | Double Open Diapason | 16′   |
| 2.                 | Gedeckt              | 16′   |
| 3.                 | Open Diapason I      | 8′    |
| 4.                 | Open Diapason II     | 8′    |
| 5.                 | Open Diapason III    | 8′    |
| 6.                 | Salicional           | 8′    |
| 7.                 | Wald Flute           | 8′    |
| 8.                 | Stopped Diapason     | 8′    |
| 9.                 | Octave               | 4′    |
| 10.                | Principal            | 4′    |
| 11.                | Harmonic Flute       | 4′    |
| 12.                | Octave Quint         | 2 ⁄3′ |
| 13.                | Super Octave         | 2′    |
| 14.                | Block Flute          | 2′    |
| 15.                | Larigot              | 1 ⁄3′ |
| 16.                | Sesquialtera II      |       |
| 17.                | Mixture III          |       |
| 18.                | Furniture IV         |       |
| 19.                | Cymbel IV            |       |
| 20.                | Cornet V             |       |
| 21.                | Contra Posaune       | 16′   |
| 22.                | Posaune              | 8′    |
| 23.                | Trumpet              | 8′    |
| 24.                | Clarion              | 4′    |

| II Swell Organ C–a3 |                   |     |
| 25.                 | Bourdon           | 16′ |
| 26.                 | Violin Diapason   | 8′  |
| 27.                 | Diapason Celeste  | 8′  |
| 28.                 | Stopped Diapason  | 8′  |
| 29.                 | Echo Gamba        | 8′  |
| 30.                 | Voix Celeste      | 8′  |
| 31.                 | Principal         | 4′  |
| 32.                 | Open Flute        | 4′  |
| 33.                 | Fifteenth         | 2′  |
| 34.                 | Full Mixture III  |     |
| 35.                 | Sharp Mixture III |     |
| 36.                 | Oboe              | 8′  |
|                     | Tremulant         |     |
|                     |                   |     |
| 37.                 | Contra Fagotto    | 16′ |
| 38.                 | Cornopean         | 8′  |
| 39.                 | Horn              | 8′  |
| 40.                 | Clarion           | 4′  |

| III Solo Organ C–a3 |                    |     |
| 41.                 | Viole d' Orchestre | 8′  |
| 42.                 | Viole Celeste      | 8′  |
| 43.                 | Chimney Flute      | 8′  |
| 44.                 | Echo Dulciana      | 8′  |
| 45.                 | Concert Flute      | 4′  |
| 46.                 | Bassoon            | 16′ |
| 47.                 | Crumhorn           | 8′  |
| 48.                 | Orchestral Oboe    | 8′  |
| 49.                 | Vox humana         | 8′  |
|                     | Tremulant          |     |
|                     |                    |     |
| 50.                 | Contra Tuba        | 16′ |
| 51.                 | Tuba               | 8′  |
| 52.                 | Bombarde           | 8′  |
| 53.                 | Tuba Mirabilis     | 8′  |

| IV Choir Organ C–a3 |                  |        |
| 54.                 | Lieblich Bourdon | 16′    |
| 55.                 | Open Diapason    | 8′     |
| 56.                 | Lieblich Gedeckt | 8′     |
| 57.                 | Gamba            | 8′     |
| 58.                 | Gemshorn         | 4′     |
| 59.                 | Claribel Flute   | 4′     |
| 60.                 | Twelfth          | 2 ⁄3′  |
| 61.                 | Fifteenth        | 2′     |
| 62.                 | Tierce           | 1 3⁄5′ |
| 63.                 | Mixture III      |        |
|                     | Tremulant        |        |

| Pedal Organ C–f1 |                      |     |
| 64.              | Double Open Wood     | 32′ |
| 65.              | Double Open Diapason | 32′ |
| 66.              | Open Wood            | 16′ |
| 67.              | Open Diapason        | 16′ |
| 68.              | Violone              | 16′ |
| 69.              | Gamba                | 16′ |
| 70.              | Sub Bass             | 16′ |
| 71.              | Principal            | 8′  |
| 72.              | Violoncello          | 8′  |
| 73.              | Flute                | 8′  |
| 74.              | Fifteenth            | 4′  |
| 75.              | Choral Flute         | 4′  |
| 76.              | Recorder             | 2′  |
| 77.              | Mixture IV           |     |
| 78.              | Sackbut              | 32′ |
| 79.              | Trombone             | 16′ |
| 80.              | Ophicleide           | 16′ |
| 81.              | Fagotto              | 16′ |
| 82.              | Tromba               | 8′  |
| 83.              | Trumpet              | 8′  |
| 84.              | Shawm                | 4′  |

## Glocken
In den beiden Westtürmen des Münsters hängen insgesamt 56 Glocken. Sie wurden von der Glockengießerei Taylor’s of Loughborough im Laufe des 20. Jahrhunderts gegossen.
Davon hängen im südlichen Westturm 14 Läuteglocken mit den Schlagtönen b0, c1, d1, es1, f1, g1, as1, a1, b1, c2, d2, es2, f2, g2, die für Wechselläuten eingerichtet sind. Die größte Glocke dieser Gruppe, der tenor, wiegt etwa 3 Tonnen. Geläutet werden jeweils bis zu 12 Glocken; zwei Glocken dienen der Erweiterung der Melodiemöglichkeiten (as1 und g2). Über den Läuteglocken befindet sich ein Carillon mit 35 Glocken.
Im nördlichen Westturm hängen die sieben Uhrglocken (The Queen Mother clock bells). 6 Glocken dienen dem Viertelstundenschlag; sie wiegen zwischen 3069 und 679 kg und haben die Schlagtöne b0, c1, d1, es1, f1 und g1. Die Stundenglocke, der Great Peter wiegt 11 Tonnen.

## Kapitelhaus
Das achteckige Kapitelhaus wurde um 1280 erbaut. Es ist vom nördlichen Querschiff aus zugänglich. Die 44 Sitze rings an den Wänden sind in kleine polygonale Nischen eingelassen, wodurch eine zarte, ondulierende Raumbewegung entsteht. Überwölbt ist es von einem Sterngewölbe.

## Deckengewölbe

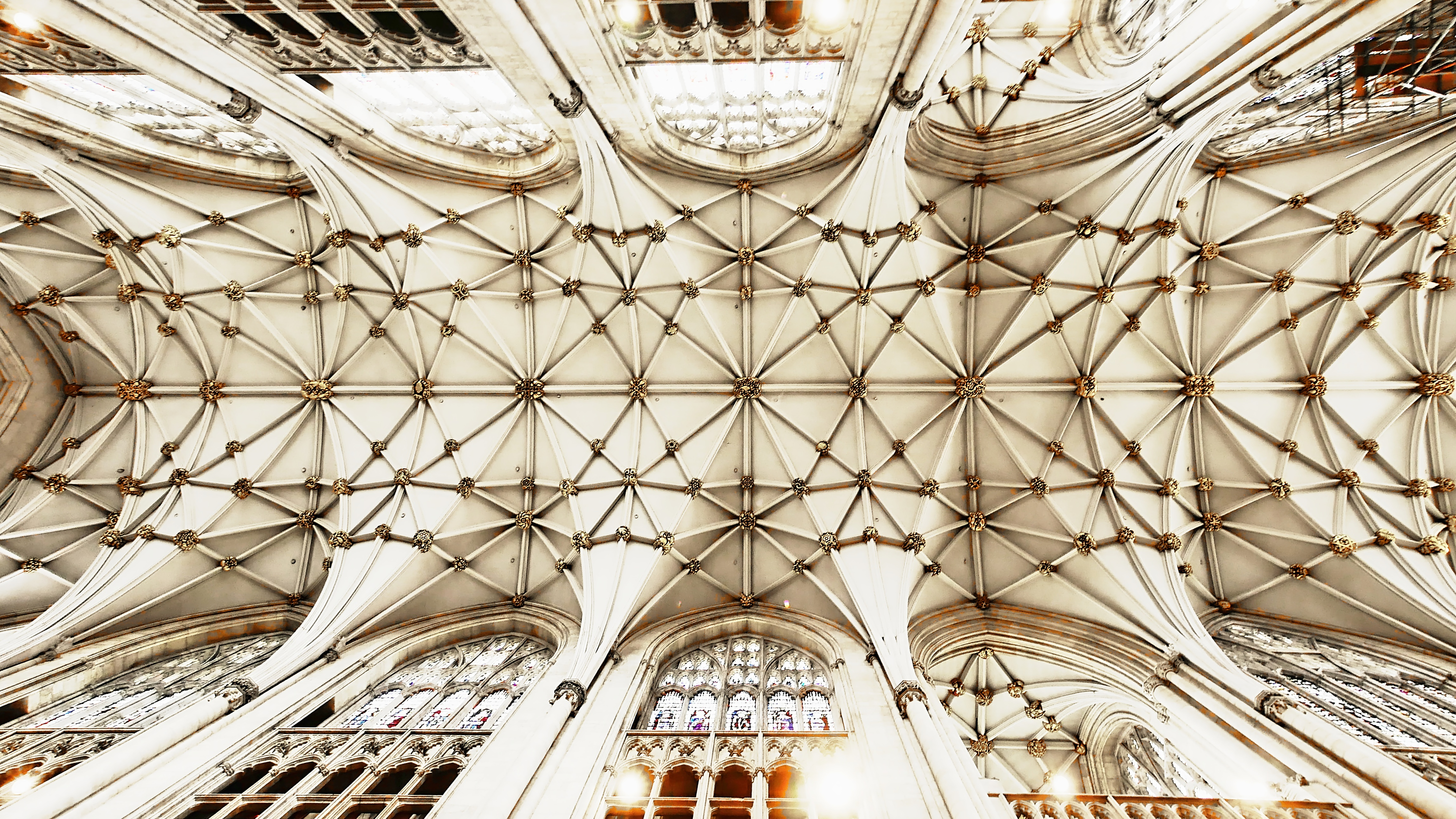
Chor
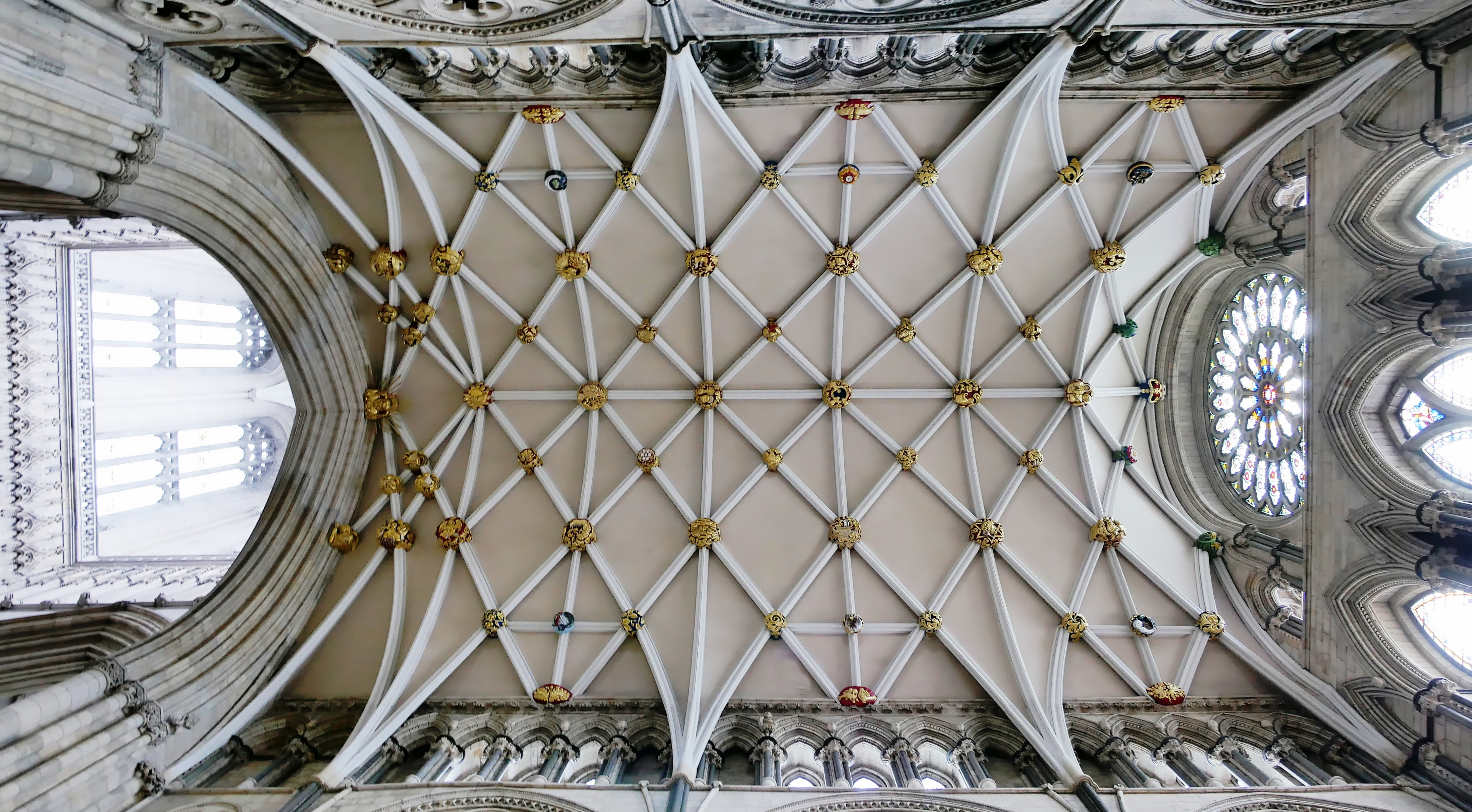
Südliches Querhaus
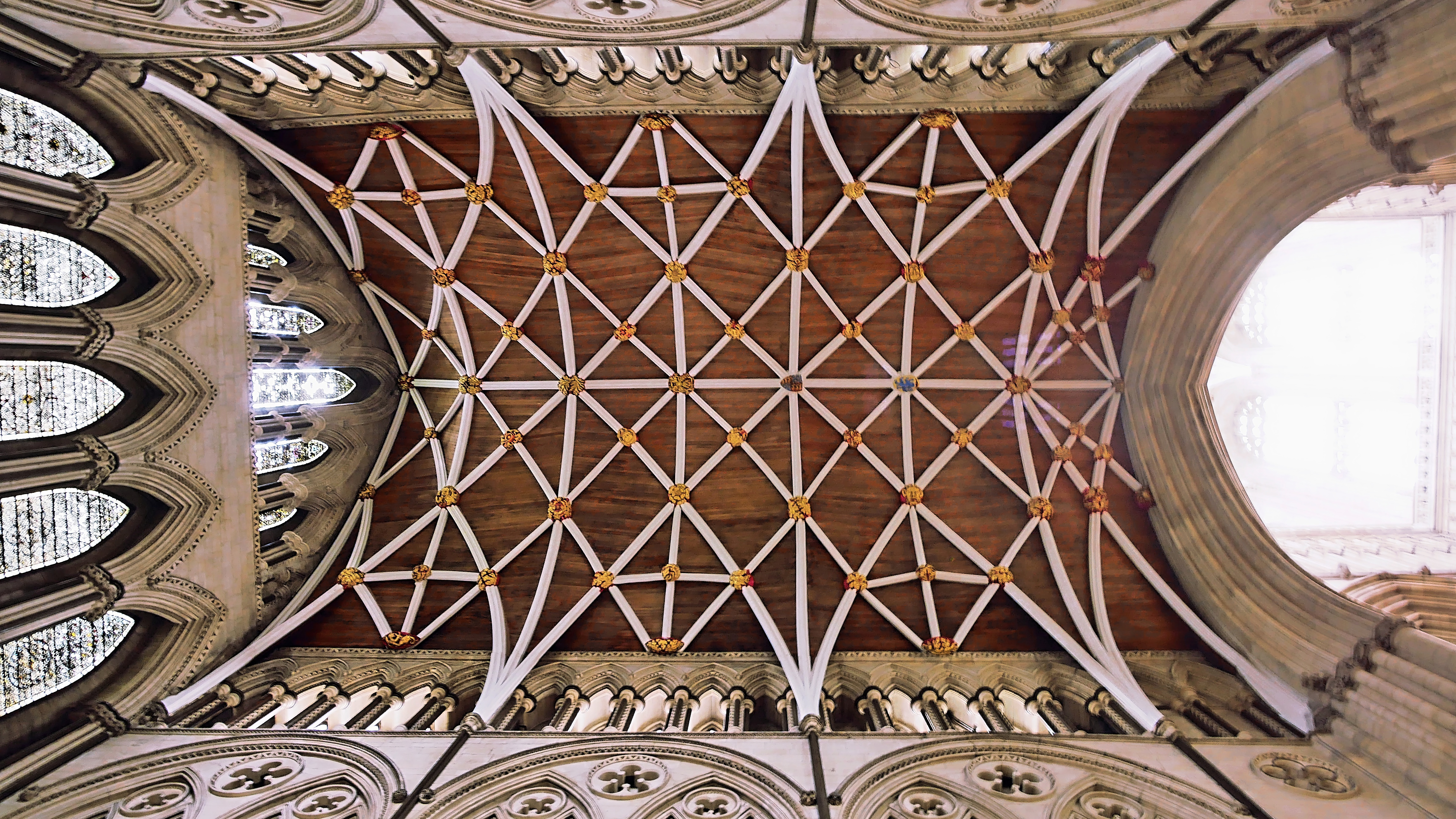
Nördliches Querhaus
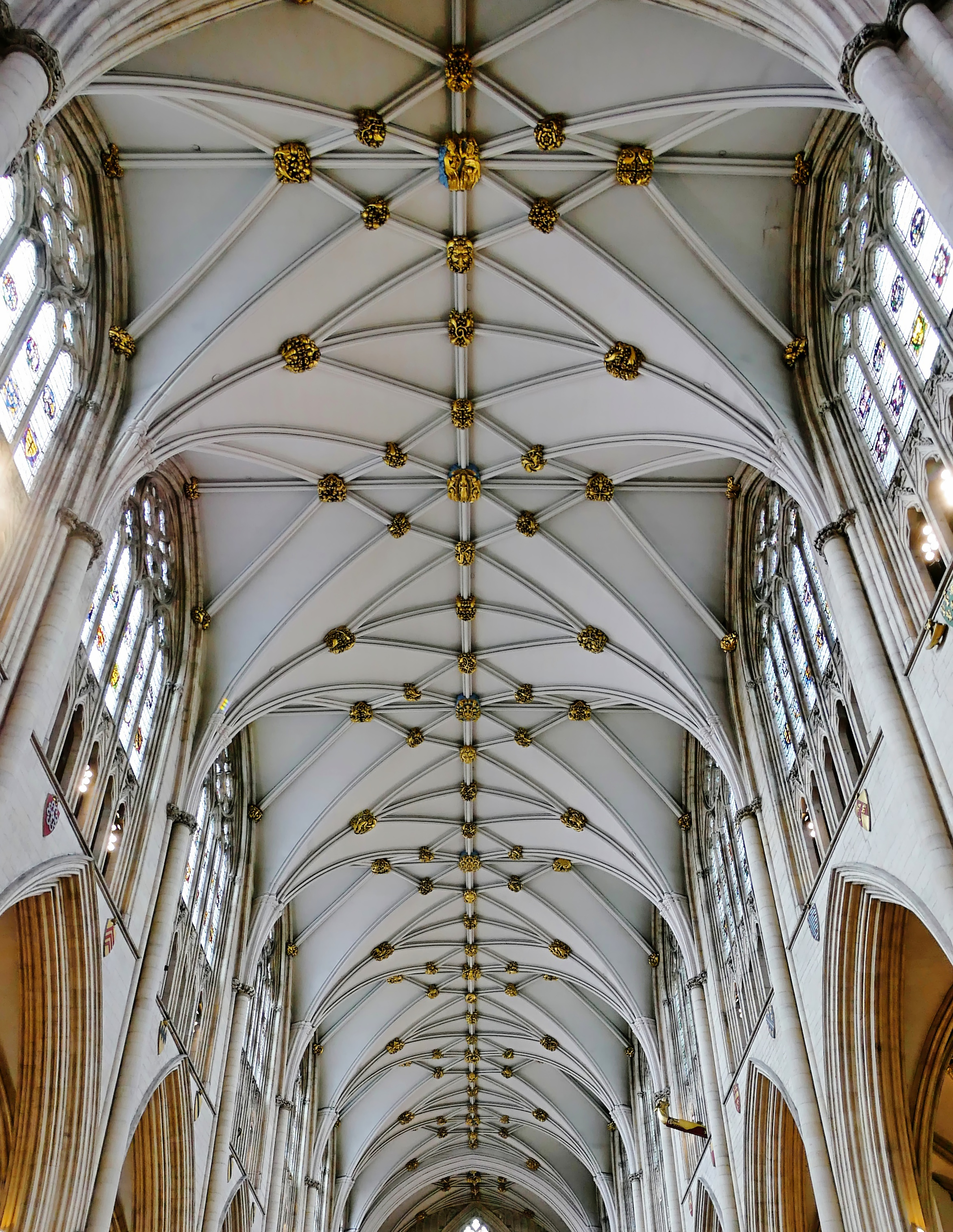
Hauptschiff
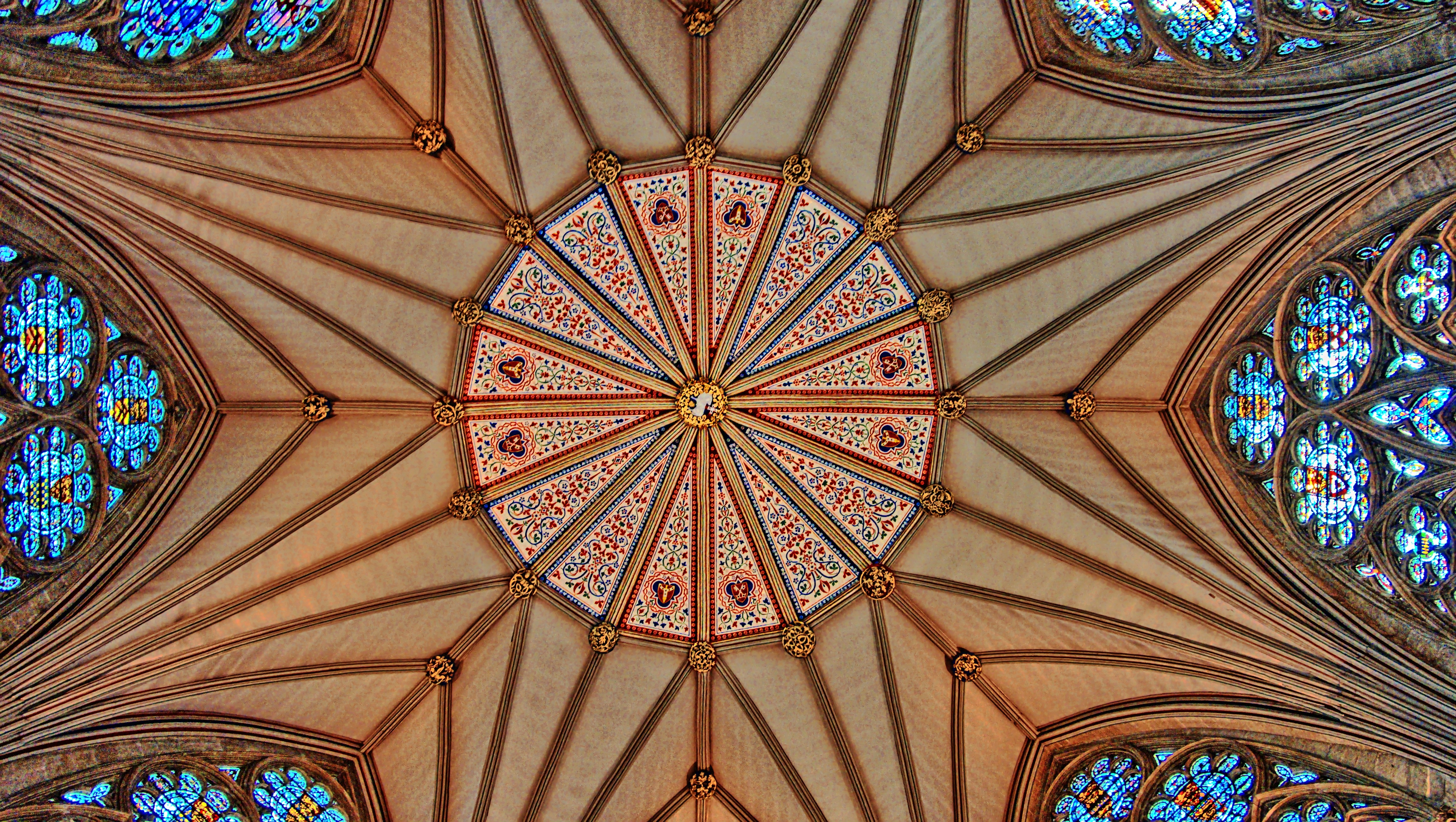
Kapitelsaal

## Sonstiges
Vor dem Portal des südlichen Querhauses lag einst die Mitte der von Säulen getragenen Vorhalle des römischen Hauptquartiers. Hier wurde 306 der zukünftige Kaiser Konstantin der Große zum Nachfolger seines Vaters Constantius Chlorus ernannt.